# Хмелевское сельское поселение (Тобольский район)
Хмелевское се́льское поселе́ние — муниципальное образование в Тобольском районе Тюменской области Российской Федерации.
Административный центр — деревня Хмелева.

## История
Статус и границы сельского поселения установлены Законом Тюменской области от 5 ноября 2004 года № 263 «Об установлении границ муниципальных образований Тюменской области и наделении их статусом муниципального района, городского округа и сельского поселения».

## Население
| 2010 | 2011 | 2012 | 2013 | 2014 | 2015 | 2016 |
| ---- | ---- | ---- | ---- | ---- | ---- | ---- |
| 393  | ↘392 | ↘387 | →387 | ↘383 | ↗389 | ↘384 |
| 2017 | 2018 | 2019 | 2020 | 2021 |      |      |
| ↗387 | ↗392 | ↘387 | ↘373 | ↗397 |      |      |

## Состав сельского поселения
| № | Населённый пункт | Тип населённого пункта          | Население |
| - | ---------------- | ------------------------------- | --------- |
| 1 | Ахманай          | деревня                         | 61        |
| 2 | Елань            | деревня                         | 72        |
| 3 | Хмелева          | деревня, административный центр | 260       |